# Пробные монеты Российской империи
Пробные монеты Российской империи — монеты, которые чеканились во времена Российской империи на основе заранее заданного веса и формы и после изготовления предоставлялись вместе с другими образцами на рассмотрение специальной комиссии, которая занималась отбором и утверждением решений о чеканке монет. Пробные монеты чаще всего чеканились из меди, но иногда для их создания использовались драгоценные металлы. Местом хранения пробных монет был архив монетного двора. Пробные монеты были нужны для оценки внешнего вида изделия или для испытания новых технологий изготовления. Их не использовали в денежном обращении и они не имели платежной силы.

## Пробные монеты в XVIII веке
В XVIII веке медальеры старались усложнить внешнее оформление медных монет, для того, чтобы защитить их от подделок. Одним из способов добиться этого было использование портретных штемпелей. Были созданы, но так и не получили утверждения, пробные портретные медные монеты: двухкопеечники Анны Иоановны, Ивана Антоновича и копейки Елизаветы Петровны.
Пробные монеты условно делятся на те, которые получили одобрение и были утверждены в качестве новых монет массового выпуска и пробы, не получившие одобрения, выпущенные одной монетой либо очень ограниченным количеством. Когда монета была утверждена в качестве образца, ее прошнуровывали, опечатывали сургутной печатью и отправляли в архив.
В 1723 году была создана пробная пятикопеечная монета, которая впоследствии была продана за сумму, превышающую шесть миллионов рублей, на аукционе в XXI веке.

### Пробные монеты 1726—1727 годов
Значительная часть пробных монет, которые известны историкам, были отчеканены в период с 1726 по 1727 год. 1726 годом датируется создание пробной полуполтины, серебряного двухрублевика, медного гривенника, копейки. Первой из этих монет была создана серебряная полуполтина. Существуют предположения, что эта пробная монета появилась в связи с возможными идеями о возобнавлении чеканки монет 25-копеечного достоинства, выпуск которых был прекращен в 1713 году. Лицевая и обратная стороны полуполтины по монетному типу были подобны гривне 1726 года. Пробная полуполтина и гривна 1726 года чеканились по стопе 15 рублей 84 копейки из фунта легированного серебра. Предполагалось, что для чеканки этих монет будет использоваться одинаковый сплав. Для чеканки одной из образцовых полуполтин использовался сплав 72-й пробы, для второй — сплав 64-й пробы, третья изготавливалась из сплава 48-й пробы. Пробный экземпляр полуполтины, который описывается в «Корпусе русских монет» великого князя Георгия Михайловича относится к новоделам. Внешний вид монеты, цвет сплава, свидетельствует о том, что она чеканилась из высокопробного серебра, хотя это противоречит документальным данным. Эта полуполтина отличается от полуполтин массовой чеканки в том числе измененным рисунком гербового орла. А образцовый экземпляр, был отчеканен скорее всего, из металла другой пробы. Чеканка образцового и пробного экземпляра полуполтины выполнялась разными комплектами штемпелей, между которыми есть определенные отличия, в частности — рисунок хвоста гербового орла.
Пробный гривенник 1726 года стал первой медной монетой десятикопеечного номинала, так как обычно десятикопеечники чеканились из серебра. Эту монету еще называют «меншиковым гривенником». На реверсе гривенника изображен вензель Екатерины I, который имеет отличия от вензелей, когда-либо ранее размещавшихся на монетах. Он состоит из буквы «I» — «Императрица» и буквы «Е» — «Екатерина». Буквы повторяются подобно зеркальному отражению, что позволяет вензелю выглядеть симметричным. В вензель включена греческая буква «Гамма», не связанная с другими буквами или цифрами, что делает его уникальным. Монеты в Российской империи чеканились с разными вензелями, но все они содержали элементы, которые были составной частью литер или цифр, входящих в вензель.
Пробные монеты, которые стали чеканиться в 1727 году, появились в основном из-за необходимости ликвидировать приближающийся разменный кризис, так как в течение нескольких лет до этого массовыми тиражами выпускались только монеты с номиналами не ниже пяти копеек. В 1727 году чеканились пробные монеты с вензелем Екатерины I: двухкопеечник, два варианта копейки, медный грош, полушка. В 1727 году создали пробные безымянные монеты: трехкопеечник, два варианта серебряного гроша, медный грош, копейку. В 1727 году чеканили пробы монет с именем или вензелем Петра II — рубль и полушку. Есть также недатированная монета-копейка с вензелем Петра II, которую в Корпусе русских монет предположительно отнесли к новоделам из-за отсутствия на ней даты чеканки. Гурт монеты покрывал сложный и оригинальный рисунок. Временем изготовления пробного образца считают конец 1727 года. Полушка с вензелем Екатерины I 1727 года была признана подлинной, полушка с латинским вензелем Петра II предположительно отнесена к новоделам. Также, в 1727 году была создана пробная монета — копейка с вензелем Екатерины I, безымянная монета — копейка, пять вариантов копеек с вензелем Петра II, полушка.
Пробные серебряные разменные монеты 1727 года известны в двух номиналах — это три копейки и два варианта гроша. Трехкопеечник и один из вариантов гроша имеет оформление лицевой и обратной стороны, пробу сплава и монетную стопу, которые совпадают с характеристиками серебряной гривны массового выпуска 1726—1727 годов. Другой вариант гроша отличается от первого варианта и трехкопеечника низкой пробой серебра, большей лигатурной массой и другим оформлением реверса. Лигатурная масса монеты равна 1,27 г, это соответствует монетной стопе в 6 рублей 45 копеек из фунта легированного серебра. Второй пробный вариант гроша появился потому, что первая монета была слишком маленького размера. Поэтому, для создания второго варианта, увеличили содержание в сплаве лигатуры, сохранив в монете содержание чистого серебра в том количестве, которое соответствовало двухкопеечному достоинству монеты. Такие шаги позволили увеличить массу монеты и ее размеры. Проба сплава второго варианта гроша была снижена ориентировочно до 18-й.
На лицевой стороне пробного серебряного рубля 1727 года изображен портрет Петра II, а на обратной стороне — орел. Монета изготовлена в единственном экземпляре — для чеканки утвердили вариант с монограммой Петра II на реверсе. Безымянная копейка 1727 года содержит московский герб на лицевой стороне, и крест на обратной. Существует вероятность, что эта копейка могла быть отчеканена в двух экземплярах, первый из которых находится в собрании Государственного Исторического музея. К пробным относятся две монеты с латинскими вензелями Петра II — недатированная копейка и полушка.

### Пробные монеты 1730-х — 1790-х годов

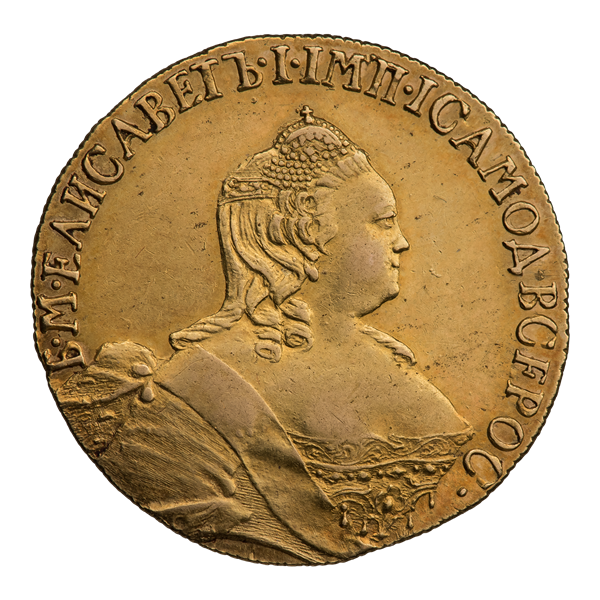
Пять рублей 1755 года (аверс). Пробная золотая монета

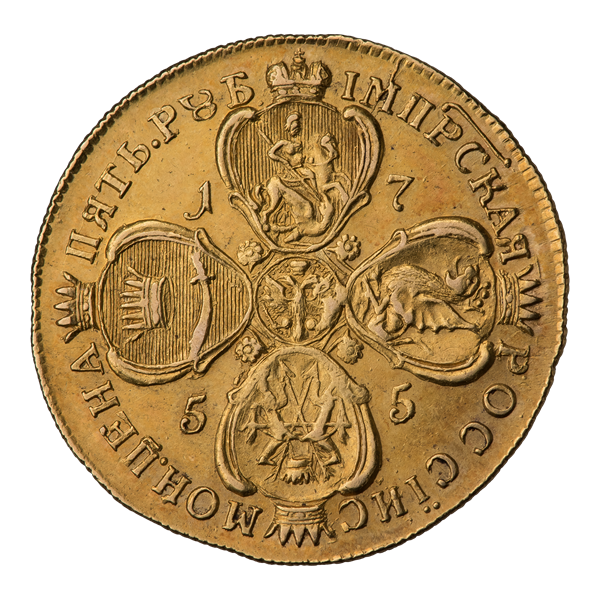
Пять рублей 1755 года (реверс). Пробная золотая монета

При Анне Иоанновне в 1730—1740 годах было выпущено много пробных монет, которые между собой отличались исполнением и оформлением. На аверсе медной копейки 1730 года изображался всадник, который поражал дракона, а на реверсе — номинал «копейка» и год. Сторона монеты была украшена орнаментом из цветов, листьев и геометрических элементов. На аверсе серебряных рублей 1730 года изображен двуглавый орел, который окружен цепью ордена Святого апостола Андрея Первозванного. Из-за этого этот рубль часто называют «Анна с цепью». Три экземпляра этой монеты хранятся в Эрмитаже, Национальной нумизматической коллекции США и частной коллекции.

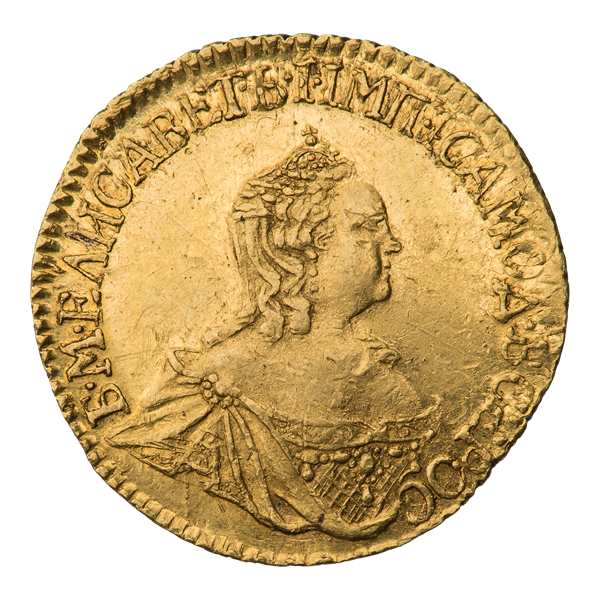
Рубль 1756 года (аверс). Пробная монета

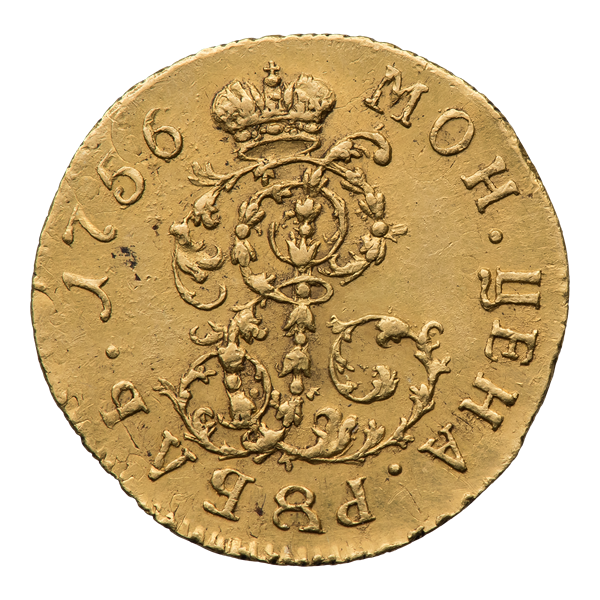
Рубль 1756 года (реверс). пробная монета

Пробный образец золотых 20 рублей был отчеканен в 1755 году на Санкт-Петербургском монетном дворе. Известно про существование 2 экземпляров — один из которых находится в Эрмитаже, другой — в частной коллекции, его стоимость на аукционе в Лондоне оценили в более чем полтора миллиона фунтов стерлингов. На лицевой стороне монеты изображен крест из пяти гербовых щитов. В центре находится двуглавый орел, который окружен гербом сибирским, астраханским, московским и казанским, каждый из них увенчивается короной. В углах креста — розы, которые будто бы растут из герба. По кругу отчеканен год выпуска монеты — 1755. Цифры находятся в каждом свободном поле между концами креста. Есть надпись: «Iмпрская Россіис. мон. цена дватца. руб.». На обратной стороне монеты расположен погрудный портрет Елизаветы Петровны с пышной прической. Она изображена в парадном платье с орденской лентой на груди, в горностаевой мантии. Вокруг портрета идет надпись «Б. м. Елисаветъ I имп. I самод. Всерос.», внизу — аббревиатура «СПб». Диаметр монеты 37 мм, вес монеты — 33,14 грамма, из которых 30,32 грамма чистого золота. Пробная золотая десятирублевая монета, которая была отчеканена также в 1755 году, весила 16,57 г, из которых чистого золота было 15,16 г. Диаметр монеты составлял 31 мм. Портрет Елизаветы, круговая надпись на реверсе подобны тем, что есть на монете 20 рублей. На лицевой стороне — двуглавый орел, вокруг которого написаны слова «Елисаветин золотой цена десять рублей». В 1755—1756 годах были отчеканены пробные золотые пятирублевые, двухрублевый и рублевые монеты. Пятирублевые монеты известны так же, как полуимпериалы.
В 1760 году были выпущены пробные серебряные 15-копеечные монеты. На лицевой стороне монет — двуглавый орел с числом «15» на нагрудном щите, который окружают 15 рельефных точек. Точки симметрично разделены на три группы, внизу есть год чеканки. На обратной стороне — профиль Елизаветы. С подобным оформлением чеканилась серебряная 20-копеечная монета. В период правления Елизаветы чеканкой монет на регулярной основе занимались Красный монетный двор, Екатеринбургский и Санкт-Петербургский монетный двор.
В 1796 году на Санкт-Петербургском монетном дворе был отчеканен пробный серебряный рубль. На нем был изображен погрудный портрет Павла I в профиль. На другой стороне монеты — друглавый орел и четыре буквы «П», которые образовывали вокруг него условный крест. Монету изготовил медальер Карл Леберехт — литеры «CFL» можно увидеть на рукаве императора.

## Пробные монеты в XIX веке

### Пробные монеты начала XIX века
В 1801 году во времена правления Александра I отчеканили нескольких видов пробных монет, которые сейчас относятся к категории редких. Среди них рубль 1801 года. На его лицевой стороне помещен двуглавый орел и год чеканки, на реверсе — надпись «государственная россійская монета рубль». Ее обрамляли дубовая ветвь, лавровая ветвь и корона. При Александре I был отчеканен пробный рубль, который получил второе название «портрет с длинной шеей». Название произошло от профильного портрета царя, который был повернут вправо, и шея которого была изображена непропорционально. Вокруг портрета шла надпись « „Б. м. Александр I имп. и самод. Всеросс“». На обратной стороне монеты изображен двуглавый орел, по кругу — номинал «монета рубль». Была указана дата чеканки, инициалы минцмейстера Александра Иванова.
В 1807 году была отчеканена еще одна пробная рублевая монета. На ее лицевой стороне — двуглавый орел, на обратной — слово «рубль», дата чеканки. По краю идет надпись «государств. россійская монета». Известно про чеканку пробных рублевых монет с Александром I, на которых он был изображен в военном мундире, а также двухкопеечные пробные монеты с царским портретом, либо вензелем, состоящим из букв «А» и цифры «I».

### Пробные медные монеты 1810 года
В начале XIX века появилась существенная необходимость в уменьшении нормы веса медных монет, чеканка которых проходила по стопе 16 рублей из пуда меди. Эти монеты служили разменным средством при ассигнациях, а курс ассигнаций снижался. В 1809 году отчеканили пятаки 16-рублевой стопы, которые были надчеканенны клеймами десятикопеечника. В 1810 году началась массовая чеканка общегосударственных монет по утвержденной, 24-рублевой монетной стопе. В этом же 1810 году появились пробные медные монеты, которые были отчеканены еще по-старой, 16-рублевой стопе, но их дизайн был улучшен. Документальных объяснений того, почему был изменен дизайн монет, нет. Пробные медные монеты 1810 года были представлены двухкопеечником, основным вариантом копейки и дополнительным вариантом копейки. Существовал также третий вариант копеечной монеты.
Лицевая сторона двухкопеечника 1810 года оттиснута портретным штемпелем с портретом императора Александра I. Его создал гравер К. Леберехт. Этот штемпель использовали в 1806—1807 годах для создания нескольких пробных образцов серебряного рубля и определенного количества новодельных рублей. На лицевой стороне основного варианта копейки 1810 года стоит вензель императора вместо его портрета, на обратной стороне монеты уменьшенная копия реверса двухкопеечника. На лицевой стороне дополнительного варианта копейки — вензель императора, а дизайн обратной стороны во многом скопирован с реверса серийной медной копейки Екатеринбургского монетного двора 1804—1805 годов чеканки.
Гурт пробных монет 1810 года имеет оформление, которое до этого не встречалось у других российских монет. Центральная часть гурта состоит из овальной канавки с косой насечкой, по бокам канавки размещены гладкие кольцевые участки, которые обеспечивают чеканку монеты в гладком неразъемном печатном кольце. Такой дизайн привел к увеличению стоимости серийного производства монет вышеозначенного образца.
В фондах Государственного Эрмитажа и Государственного Исторического музея хранится 11 пробных монет 1810 года. Из них, у трех двухкопеечников есть полноценное гуртовое оформление. На гурте еще одного двухкопеечника и копейки дополнительного варианта «винтовая» канавка оттиснута фрагментарно. Три экземпляра копейки основного варианта имеют необычный след, который получился из-за перекоса штемпелей. Возможно, чеканка этих монет проходила без использования печатного кольца. У оставшихся трех монет, которые есть в фондах, гладкий гурт.
Портретный двухкопеечник 1810 года стал образцом для двух вариантов новодельного портретного двухкопеечника, который был датирован 1802 годом. Дополнительный вариант копейки 1810 года — также образцом для новодельного вензельного двухкопеечника 1802 года. С основного варианта копейки также была сделана точная новодельная копия.
Двухкопеечник, основной и дополнительный варианты копейки 1810 года были опубликованы в каталоге С. И. Шодуара «Обозрение русских денег и иностранных монет, употреблявшихся в России с древнейших времен. Ч.2» и известны с 1836 года, а третий вариант копейки был опубликован Ф. Ф. Шубертом в 1857 году.

### Константиновский рубль

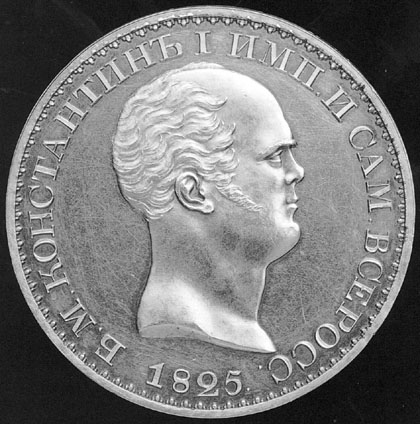
Аверс константиновского рубля

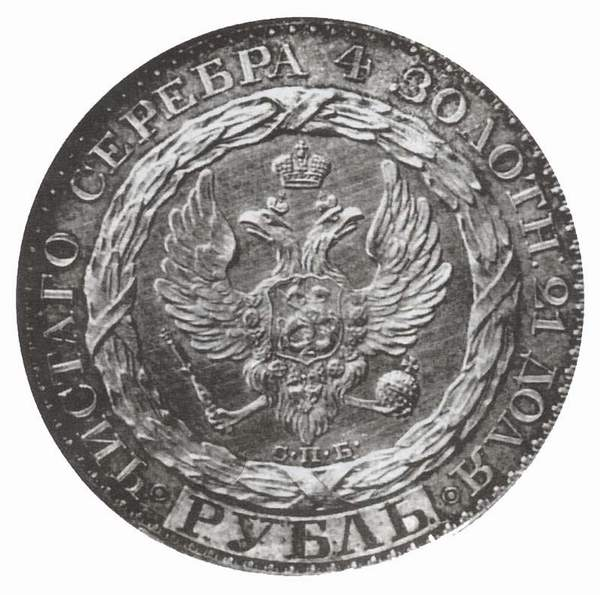
Реверс константиновского рубля

С именем старшего медальера Петербургского двора Я. Я. Рейхеля связано появление в Российской империи константиновского рубля. Константиновский рубль — это монета, которая была отчеканена с именем и портретом императора Константина I, который никогда и не был императором. 19 ноября 1825 года умер Александр I, следующим императором должен был стать его брат Константин Павлович. Члены императорской семьи присягнули Константину, но он добровольно отрекся от права на престол. Эта информация не была известна широкой общественности. 4-5 декабря министр финансов Канкрин, полагая, что следующим императором будет Константин Павлович, отдал приказ о срочной чеканке рубля с портретом и именем нового императора Константина I. Рисунок поручили выполнить Я. Я. Рейхелю, другие медальеры работали над изготовлением штемпелей.
На одной стороне константиновского рубля изображен увенчанный тремя коронами двуглавый орел, с гербом и орденской цепью на груди, скипетром и державой в лапах, под ним — разделенные точками буквы «С. П. Б.». Это изображение находится в окружении рельефно прочеканенного лаврового венка, которые перевивают ленты. Вблизи края монеты надпись «чистаго серебра 4 золотн. 21 доля» и слово «рубль». На другой стороне монеты — профиль Константина Павловича, обращенный вправо, который окружает надпись «Б. м. Константинъ I имп. и сам. Всеросс. 1825».
13 декабря 1825 года Канкрин узнал, что следующим императором будет Николай I, а императора Константина I никогда не было. 14 декабря 1825 года Егор Францевич Канкрин приказал свернуть работы по изготовлению константиновского рубля. С 19 декабря 1825 года ящик со всем, что касалось изготовления этой монеты, хранился в особом архиве министерства финансов и был запечатан «казенной Монетного двора печатью». Факт существования константиновского рубля стал государственной тайной. Информация о нем появилась лишь в 1880 году. Ящик был вскрыт в 1879 году, и монеты, которые там были, оказались собственностью нескольких человек. Одну монету получил директор Государственного Императорского Эрмитажа А.Васильчиков, одну монету оставил себе император Александр II. Собственниками остальных монет стали Александр Гессенский, великий князь Георгий Михайлович, великий князь Сергей Александрович. Неизвестно, что случилось с шестым экземпляром монеты. В январе 1880 года в журнале «Русская старина» появилась заметка «Рубль Константина Павловича 1825 года», в которой рассказывалась история создания константиновских рублей. Владельцем еще одной незаконченной пробы — на рубле не было гуртовой подписи, в отличие от других пробных константиновских рублей — был Ф. Ф. Шуберт, к которому монета попала от Я. Я. Рейхеля в 1825 году. Эти экземпляры монеты в XXI веке хранятся в Отделе нумизматики Государственного Эрмитажа, в Отделе Нумизматики Государственного Исторического музея, в одном из банков Новосибирска, в Национальном музее США (Смитсоновский институт), в частной швейцарской коллекции. Существует предположение, что еще один рубль с гладким гуртом может находиться в частной коллекции на территории Франции.

### Пробные монеты 1845 года
Одними из наиболее редких российских монет считаются пробные серебряные рубль и полтина 1845 года, с портретом Николая I. Эти монеты еще называют «Рейхелевскими». Существуют предположения,, что Я.Рейхель — ведущий медальер Петербургского монетного двора сам проектировал пробный рубль 1845 года и резал штемпели для его чеканки. В каталоге Я.Рейхеля есть запись, согласно которой, у пробного рубля 1845 года был выпуклый гурт, но этот дизайн монеты не получил одобрения. На монетах отсутствовало обозначение номинала. Пробные монеты точно соответствуют по своим размерам, пробе серебра и лигатурной массе рублю и полтине, которые были выпущены в денежное обращение в 1845 году. На этих пробных рубле и полтине указана дата, которая соответствует двадцатой годовщине царствования Николая I. До этого Рейхель уже пытался создать пробный рубль 1827 года, который не нашел одобрения у Николая I.
Пробные монеты 1845 года вполне могли задумываться как памятные монеты. Поэтому у них мог отсутствовать номинал, как и у памятного рубля 1841 года и присутствовала выпуклая гуртовая надпись, которая, для монет, бывших в денежным обращении, была нежелательной. Она могла привести к быстрому стиранию элементов монеты. Гуртовые надписи на монетах были выполнены в художественном стиле. На пробных полтинах 1845 года, вместо нормативного веса полтиной монеты, указывается нормативный вес рублевой монеты. На реверсе пробных монет 1845 года расположен государственный герб Российской империи, который сильно отличался от официально учрежденного герба, который располагался на монетах, используемых в денежном обращении. В составе территориальных гербов, размещенных на крыльях гербового орла, есть гербы Великих княжеств Новгородского, Киевского и Владимирского.

### Пробные русско-польские монеты
В XIX веке в Российской империи чеканилось определенное количество монет, которое предназначалось для обращения на территории Царства Польского. Часть этих пробных монет сохранилась в государственных собраниях и частных коллекциях. Эти монеты датированы 1818, 1840 или 1841 годами. Пробные русско-польские монеты, которые были отчеканены в 1818 году из драгоценных металлов достоинством 1,2,4 и 25 злотых, отличались более качественным внешним оформлением, по сравнению с монетами массового выпуска 1816—1817 годов. Монеты характеризовались правильной цилиндрической формой и выпуклым ободком на обеих сторонах.
Пробные 1-грошевики, появившиеся в 1840 и 1841 годах, разрабатывались для борьбы с деятельностью фальшивомонетчиков. В 1840 году стали массово изготавливаться фальшивые 10-грошевики, переделанные из 1-грошевиков образца 1835 года, дизайн лицевой и обратной стороны которых были весьма похожи между собой. Варшавский монетный двор в итоге должен был либо разработать новое оформление для 1-грошевика, либо для 10-грошевика. Поэтому, создание нового 1-грошевика должно было исключить попытки подделок денег в будущем. В 1840 году Варшавский монетный двор стал менять дизайн 1-грошевика — удалил венок с его обратной стороны, а на лицевой стороне был уменьшен гербовый орел. Такой дизайн представила дирекция монетного двора в Комиссию Финансов Царства Польского в качестве рекомендуемого образца 27 июля 1840 года. В представлении монетного двора было рекомендовано положить начало чеканке 1-грошевиков с измененным оформлением, а также изъять из обращения 1-грошевики образца 1835 года, чтобы перечеканить их согласно новому дизайну. Варшавский монетный двор отчеканил пробные 1-грошевики в серебре. Есть основания полагать, что в Брюсселе была отчеканены пробные двухкопеечные монеты, на которых было обозначение Екатеринбургского монетного двора. В 1871 году изготовлены пробные десять копеек, на которых не указано место выпуска.

### Пробные русско-молдавские монеты
Во времена Екатерины II чеканились монеты для Молдавии, в том числе и пробные монеты. В основном, для них использовали металл, который получали в результате переплавки трофейных турецких орудий. На монетном дворе в Садогуре чеканились пробные монеты, номинал которых составлял 5 копеек и 3 денги. Эти монеты так и не попали в денежное обращение и сегодня относятся к категории очень редких.
Вес 5 копеек 1771 года составлял 36,7 - 45, 5 г, диаметр - 42 мм. Гурт - гладкий. 3 денги 1771 года весили 11,4 г, диаметр - 28 мм, гурт гладкий.

### Пробные монеты конца XIX — начала XX века

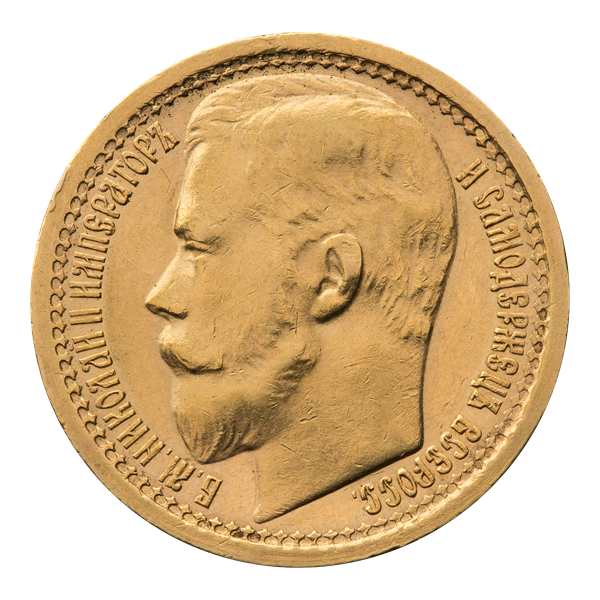
Пятнадцать рублей 1897 года (аверс)

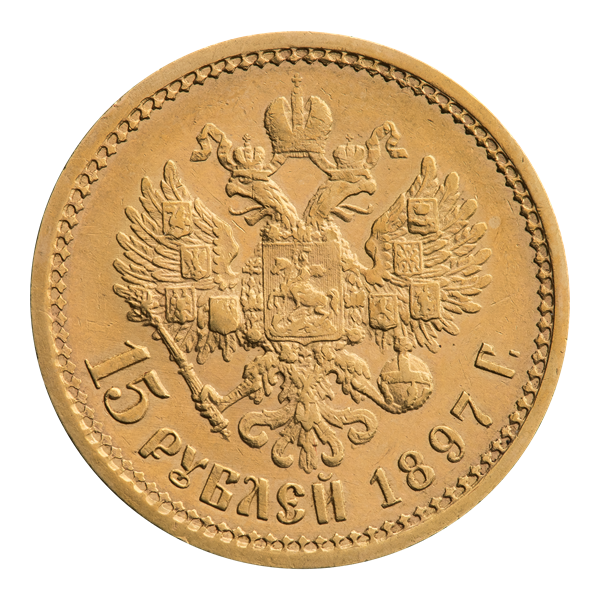
Пятнадцать рублей 1897 года (реверс)

В 1882 году на территории Франции были отчеканены пробные медно-никелевые монеты. Их сплав состоял из 75 % меди и 25 % никеля. Монеты относятся к категории редких. К этой же категории можно отнести серебряные рубли, которые были выпущены по эскизам медальеров Л. Х. Штейнмана, А. А. Грилихеса.
К периоду 1896—1897 годов относились редкие пробные монеты номиналами 5,10 и 15 рублей.
К 1897 году относится и изготовление редкой монеты «пробного рубля с птичкой». Эти монеты составляли целую партию пробных рублей, которую изготовили в Бельгии, но из-за дефектов оборудования звездочки на монете получились более похожими на птичек или «галочки».
В XX веке при Николае II было решено чеканить монеты небольших номиналов из медно-никелевого сплава вместо серебра. Были созданы пробные 10,15,20 и 25 копеек. На аверсе этих монет изображен обычный двуглавый орел и год чеканки. На реверсе — в бусовом ободке — число, которое обозначает номинал. Широкий кант находится между ободком и краем монеты, в верхней его части — надпись «российская монета», в нижней — полностью указан номинал. Надписи отделены между собой шестиконечными звездочками. Преимущественная часть медно-никелевых монет содержит инициалы минцмейстера Эликума Бабаянца — «ЭБ».
В 1916 году вышла серия пробных медных монет, номиналы которых составили 5 копеек, 3 копейки, 2 копейки и 1 копейка. Стоимость каждой из этих монет в XXI веке на аукционе составила бы от 7 до 9 тысяч долларов. На аверсе пятикопеечной монеты изображался двуглавый орел в бусовом ободке, была сделана надпись «медная российская монета», лавровая и дубовая ветви, которые скреплены бантом из узкой ленты. На реверсе монеты — цифра 5, дата «1916 год» и обозначение номинала «5 копеек». Все надписи разделены между собой звездочками.